# Tembe Elephant Park
Tembe Elephant Park is een wildreservaat van 30.012 hectare in Maputaland, KwaZoeloe-Natal, Zuid-Afrika. Het grenst aan het Ndumo Game Reserve.
Het park is ontwikkeld door Tembe Tribal Authority en Ezemvelo KZN Wildlife.
Het werd opgericht in 1983 om olifanten te beschermen die vroeger migreerden tussen Maputaland en het zuiden van Mozambique. Deze olifanten werden getraumatiseerd door stroperij tijdens de burgeroorlog in Mozambique, dus het park werd pas in 1991 voor het publiek geopend. Het park herbergt nu 250 olifanten, de grootste kudde ter wereld. Isilo, de grootste Savanneolifant op het zuidelijk halfrond, stierf in 2014.
In het Maputo Elephant Reserve in Mozambique leven nog 200 andere olifanten die vroeger deel uitmaakten van dezelfde groep. Het is de bedoeling dat het Lubombo Transfrontier Conservation Area de twee reservaten en het Lubombo Conservancy in Eswatini met elkaar verbindt tot één grensoverschrijdend reservaat.
Meer dan 340 vogelsoorten zijn geregistreerd in Tembe, waaronder de zeldzame Rudds apalis, de roodbuikreiger, de moerasnachtzwaluw en de Woodwards vliegenvanger.
Dit park zal worden opgenomen in de Usuthu-Tembe-Futi Transfrontier Conservation Area.
- Virtual International Authority File: 315530933